# The Addiction
The Addiction es una nada convencional película de vampiros dirigida por Abel Ferrara y protagonizada por Lili Taylor, Christopher Walken y Annabella Sciorra. Fue escrita por el guionista habitual de Ferrara, Nicholas St. John, filmada en blanco y negro y lanzada al mismo tiempo que otra película de Ferrara, The Funeral. Esta película es considerada por muchos como una alegoría acerca de la adicción a las drogas.

## Argumento
Kathleen Conklin (Taylor), una joven estudiante de filosofía de la Universidad de Nueva York, es atacada por una mujer (Annabella Sciorra) que le dice "ordéname que me vaya" y, cuando la asustada Kathleen es incapaz de hacerlo, muerde su cuello y bebe su sangre. Kathleen desarrolla varios de los tradicionales síntomas del vampirismo, incluyendo aversión a la luz del día, pero la historia se centra en su degradación moral. Kathleen comienza a cambiar sus ideas acerca de la vida y la muerte.

## Premios
Fue nominada como Mejor película en el Festival Internacional de Cine de Berlín de 1995. Lili Taylor ganó el premio a la Mejor actriz extranjera en los Premios Sant Jordi. La película también recibió los premios a Mejor actriz (Taylor), Mejor película y una mención especial para la actuación de Christopher Walken en el Festival de Cine Fantástico de Málaga. También recibió nominaciones a los Independent Spirit Awards y ganó el premio de la crítica en la Mystfest (donde también fue nominada como mejor película). En el año 2002 el crítico Peter Bradshaw la nombró como uno de sus películas favoritas.